# Drachenbronn-Birlenbach
Drachenbronn-Birlenbach est une commune française située dans la circonscription administrative du Bas-Rhin et, depuis le 1er janvier 2021, dans le territoire de la Collectivité européenne d'Alsace, en région Grand Est.
Cette commune se trouve dans la région historique et culturelle d'Alsace et fait partie du parc naturel régional des Vosges du Nord.

## Géographie

### Localisation
Les communes avoisinantes sont Keffenach au sud, Lampertsloch à l'ouest, Cleebourg au nord, Ingolsheim et Hunspach à l'est.
Le chef-lieu de canton, Soultz-sous-Forêts, se trouve à cinq kilomètres.
|                    | Cleebourg                |            |
| Soultz-sous-Forêts | Drachenbronn-Bierlenbach | Ingolsheim |
|                    | Keffenach                | Hunspach   |

### Géologie et relief
La commune se compose de 85,05 hectares de territoires artificialisés (11,90 %), 459,87 hectares de territoires agricoles (64,32 %) et 170,20 hectares de forêts et milieux semi-naturels (23,80 %).
Espaces naturels :
- Trois espaces protégés hors Natura 2000 Vosges du Nord :

Réserve de Biosphère, zone tampon,
Réserve de Biosphère, zone de transition,
Parc naturel régional.
- Une zone naturelle d'intérêt écologique, faunistique et floristique (Znieff) :

Ruisseau du Bremmelbaechel à Cleebourg.
La commune de Drachenbronn-Birlenbach s'établit sur les contreforts du piémont des Vosges, au pied du massif du Hochwald entre Haguenau et Wissembourg. La morphologie urbaine des deux villages est de type village-rue. Leur développement s'est fait le long du ruisseau Birlenbæchel.
La commune est située dans le périmètre du "Parc naturel régional des Vosges du Nord" qui regroupe 113 communes, et classé Réserve Mondiale de la Biosphère en 1989.

### Sismicité
Commune située dans une zone de sismicité moyenne.

### Hydrographie et les eaux souterraines
Hydrogéologie et climatologie : Système d’information pour la gestion des eaux souterraines du bassin Rhin-Meuse :
Territoire communal : Occupation du sol (Corinne Land Cover); Cours d'eau (BD Carthage),
Géologie : Carte géologique; Coupes géologiques et techniques,
 Hydrogéologie : Masses d'eau souterraine; BD Lisa; Cartes piézométriques.
La commune est dans le bassin versant du Rhin au sein du bassin Rhin-Meuse. Elle est drainée par le ruisseau le Wintzenbach, le ruisseau la Heimbachgraben et le ruisseau le Birlenbach,.
Le Wintzenbach, d'une longueur de 11 km, prend sa source dans la commune de Soultz-sous-Forêts et se jette  dans le Haussauerbach à Hoffen, après avoir traversé sept communes. 

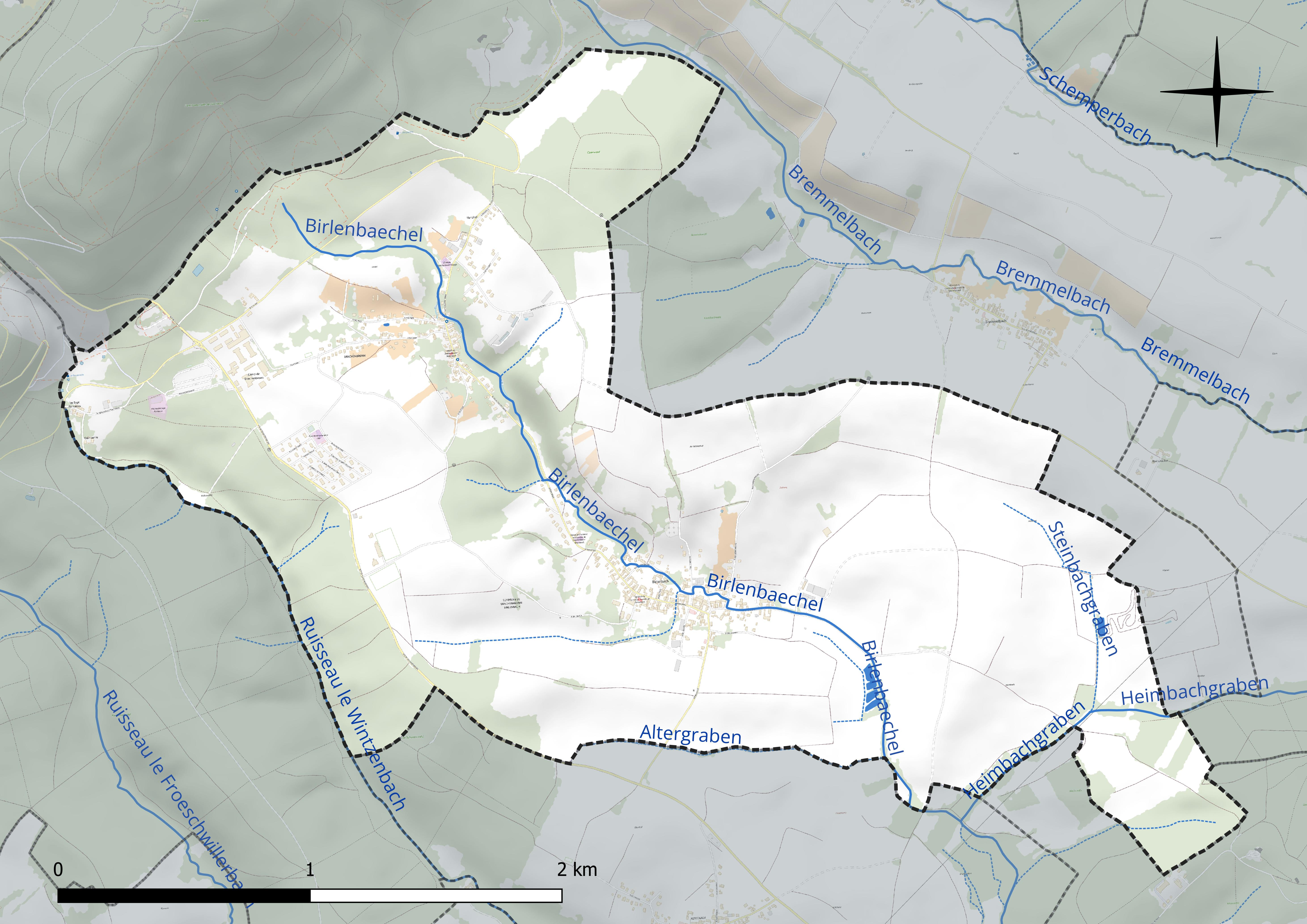
Réseau hydrographique de Drachenbronn-Birlenbach.

### Climat
Pour des articles plus généraux, voir Climat du Grand Est et Climat du Bas-Rhin.
En 2010, le climat de la commune est de type climat des marges montargnardes, selon une étude du Centre national de la recherche scientifique s'appuyant sur une série de données couvrant la période 1971-2000. En 2020, Météo-France publie une typologie des climats de la France métropolitaine dans laquelle la commune est exposée à un climat semi-continental et est dans une zone de transition entre les régions climatiques « Vosges » et « Alsace ». 
Pour la période 1971-2000, la température annuelle moyenne est de 10,1 °C, avec une amplitude thermique annuelle de 17,7 °C. Le cumul annuel moyen de précipitations est de 845 mm, avec 11 jours de précipitations en janvier et 10,9 jours en juillet. Pour la période 1991-2020, la température moyenne annuelle observée sur la station météorologique de Météo-France la plus proche, « Preuschdorf », sur la commune de Preuschdorf à 7 km à vol d'oiseau, est de 11,3 °C et le cumul annuel moyen de précipitations est de 834,2 mm. 
La température maximale relevée sur cette station est de 39,8 °C, atteinte le 4 juillet 2015 ; la température minimale est de −19,9 °C, atteinte le 8 janvier 1985,,. 
Les paramètres climatiques de la commune ont été estimés pour le milieu du siècle (2041-2070) selon différents scénarios d'émission de gaz à effet de serre à partir des nouvelles projections climatiques de référence DRIAS-2020. Ils sont consultables sur un site dédié publié par Météo-France en novembre 2022.

### Voies de communications et transports

#### Voies routières
- Commune desservie par les D 77, D 65, D 51[18].

#### Transports en commun

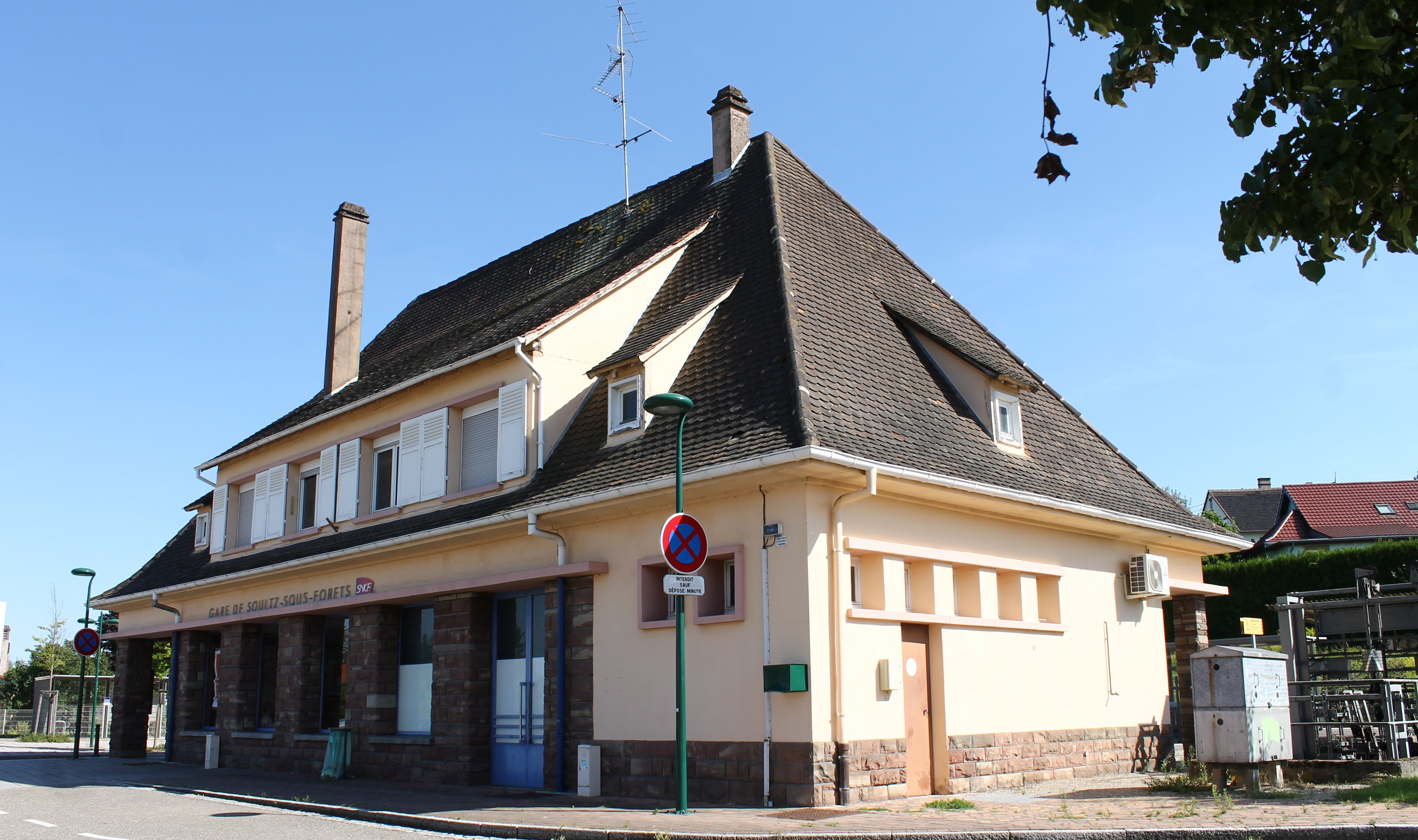
Gare de Soultz-sous-Forêts.

- Le réseau de transport interurbain[19].
- Régie autonome des transports scolaires des Drachenbronn-Birlenbach.

##### Lignes SNCF
- Gare de Soultz-sous-Forêts,
- Gare de Wissembourg.

#### Transports aériens
- Aéroport de Karlsruhe-Baden-Baden.

### Intercommunalité
Commune membre de la communauté de communes du Pays de Wissembourg.

## Urbanisme

### Typologie
Au 1er janvier 2024, Drachenbronn-Birlenbach est catégorisée commune rurale à habitat dispersé, selon la nouvelle grille communale de densité à sept niveaux définie par l'Insee en 2022.
Elle est située hors unité urbaine et hors attraction des villes,.

### Occupation des sols
L'occupation des sols de la commune, telle qu'elle ressort de la base de données européenne d’occupation biophysique des sols Corine Land Cover (CLC), est marquée par l'importance des territoires agricoles (64,1 % en 2018), en diminution par rapport à 1990 (67,8 %). La répartition détaillée en 2018 est la suivante : 
terres arables (44,1 %), forêts (24 %), zones agricoles hétérogènes (15,2 %), zones urbanisées (8,1 %), prairies (4,8 %), zones industrielles ou commerciales et réseaux de communication (3,8 %). L'évolution de l’occupation des sols de la commune et de ses infrastructures peut être observée sur les différentes représentations cartographiques du territoire : la carte de Cassini (XVIIIe siècle), la carte d'état-major (1820-1866) et les cartes ou photos aériennes de l'IGN pour la période actuelle (1950 à aujourd'hui).

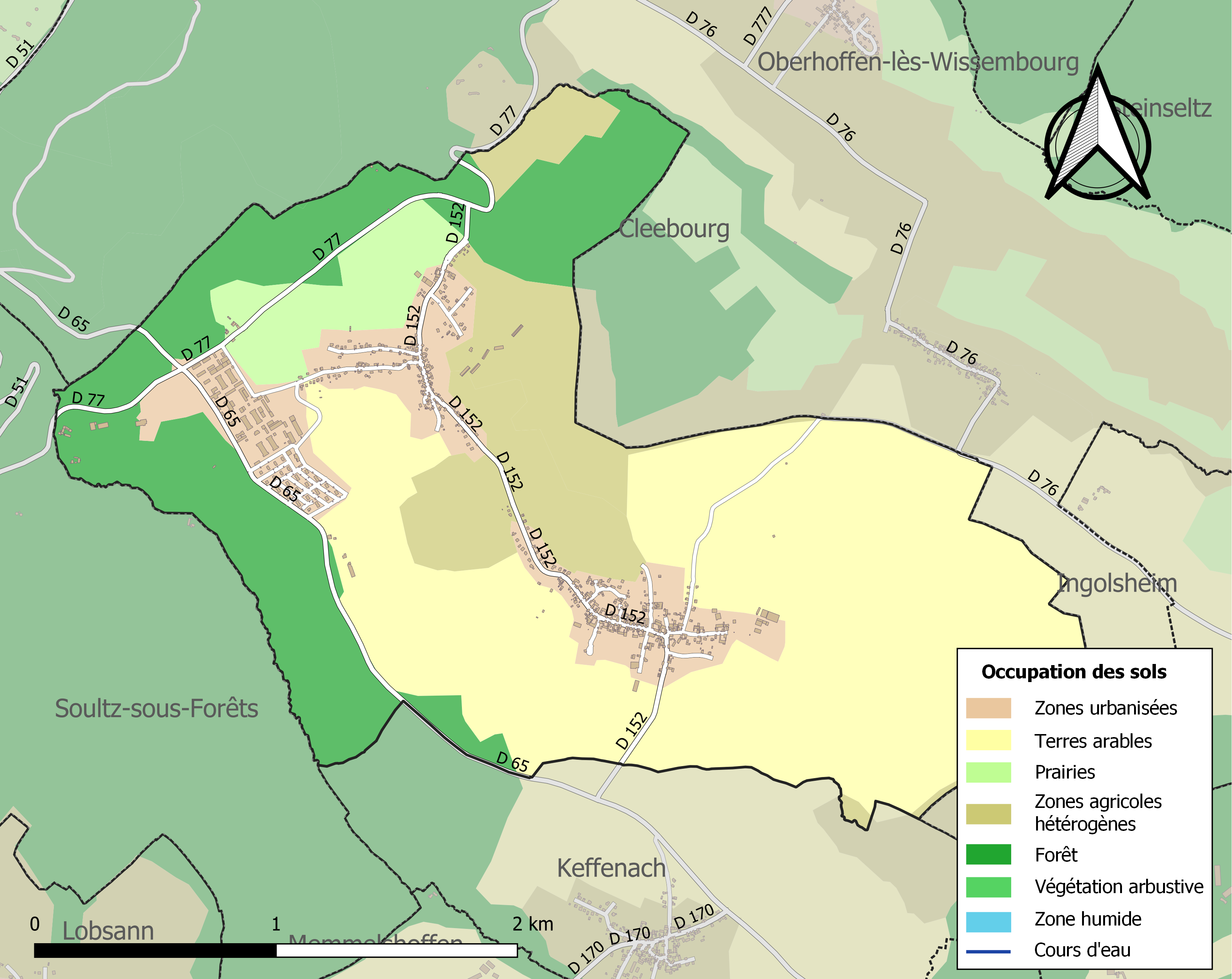
Carte des infrastructures et de l'occupation des sols de la commune en 2018 (CLC).

## Toponymie
- Dràchebrunn-Bírlebàch en francique méridional.

« Drachenbronn » signifie littéralement « La fontaine du dragon ». « Birlenbach » signifie « Le ruisseau aux saules », matière première pour la vannerie. Depuis 1298, où les villages sont mentionnés la première fois, on trouve différentes orthographes dans les archives : « Trachenburg », « Trachenburn », « Drachenborn », « Drachenbrunn » ; et « Birlebach », « Birelbach », « Bürlebach », « Berlebach ». Concernant Drachenbronn, deux hypothèses étymologiques peuvent être avancées :
- le mot Trachen peut venir de drehen (= tourner, serpenter), Drachenbronn est effectivement situé sur un méandre du Birlenbächel ;
- « Drachen » = « Le dragon » qui était associé dans la mythologie franque à des ruisseaux à débordements ravageurs et imprévisibles (dragon vomissant son eau). Le Birlenbächel a déjà prouvé à plusieurs reprises (1888-1980) qu'il est de cette catégorie. Il y a également une légende selon laquelle un dragon descendait de la montagne afin de s'abreuver à la fontaine du village.

## Histoire

### Préhistoire
La vallée du Birlenbaechel était déjà habitée à l'âge de pierre, puisqu'on a trouvé plusieurs vestiges préhistoriques dont une hachette néolithique dans le lit du ruisseau près du Tiergartel (M. Trautmann de Soultz) et un silex taillé en couteau (6 cm de long sur 1,5 de large) dans la forêt (section Sommerholz).

### Antiquité
En remontant la rue de l'École (Täufergassel), on trouve une grande quantité de pierres cuites, de tuiles (tegulae) et même de tessons de poterie (sigillés) datant de l'époque gallo-romaine. De plus, au cimetière, le pasteur Charles Ungerer a trouvé des tuiles et quatre pièces romaines datant des IIe et IIIe siècles apr. J.-C. Il a mis au jour une boule de fécondité (65 cm de diamètre) en aval de la Walckmühle dans le lit du Winzenbaechel. Autre curiosité : sur le ban de Birlenbach passe un chemin dit « Römerstrasse » ou « Altstross », chemin ancestral qui reliait Soultz à Wissembourg. Le pasteur Birckel se souvient des dires des anciens qui parlaient des traverses en chêne qui se trouvaient dans les endroits humides dudit chemin.

### Moyen Âge
La première mention écrite des deux villages, déjà réunis dans le même document, date de 1298. En effet, il y a 700 ans, Birlebach et Trachenburg appartenaient au même seigneur, le sire de Ribeaupierre (Haute-Alsace). C'étaient les seules possessions de cette puissante seigneurie dans l'Outre-Forêt. En raison de l'éloignement, Birlebach et Trachenburg avaient été donnés en fief aux Chevaliers de Than (Dhan). Une branche de cette famille résidait au château de Birlenbach, mentionné en 1457. La « Hanenburg » était située au nord-est du village, à l'emplacement où s'élèvera plus tard la « Catharinenburg ». Deux colonnes de ce château se trouvent dans la cave du presbytère. Dès le milieu du XIVe siècle, Drachenbronn devient la propriété des barons de Fleckenstein-Soultz. Le protestantisme est imposé successivement par les Dahn (1544) et les Fleckenstein (1554).

### XVIIesiècle
En 1608, les princes protestants du Saint-Empire romain germanique se regroupent pour former une alliance pour s'opposer à la Contre-Réforme. Ils choisissent le comte palatin Jean II des Deux Ponts, propriétaire de Birlenbach depuis l'extinction de la branche des Dahn. En 1618, Jean-Casimir des Deux Ponts, frère cadet de Jean II et son épouse Catherine Vasa (fille de Charles IX de Suède), futurs parents de Charles-Gustave, futur roi Charles X de Suède achètent le village de Birlenbach et y font construire un château : le Catherinenbourg. Ils n'y resteront pas longtemps, préférant fuir les menaces de guerre.
La guerre de Trente Ans dévaste, en effet, les deux villages et le château de Birlenbach est démantelé. Le village fut rattaché illégalement au bailliage de Cleebourg, mais la petite-fille de Jean-Casimir récupéra symboliquement son héritage quelques années plus tard en faisant sonner les cloches de l'église, et dont l'une conserve encore des inscriptions relatant cet événement.

### Les villages à l'époque de la Révolution française

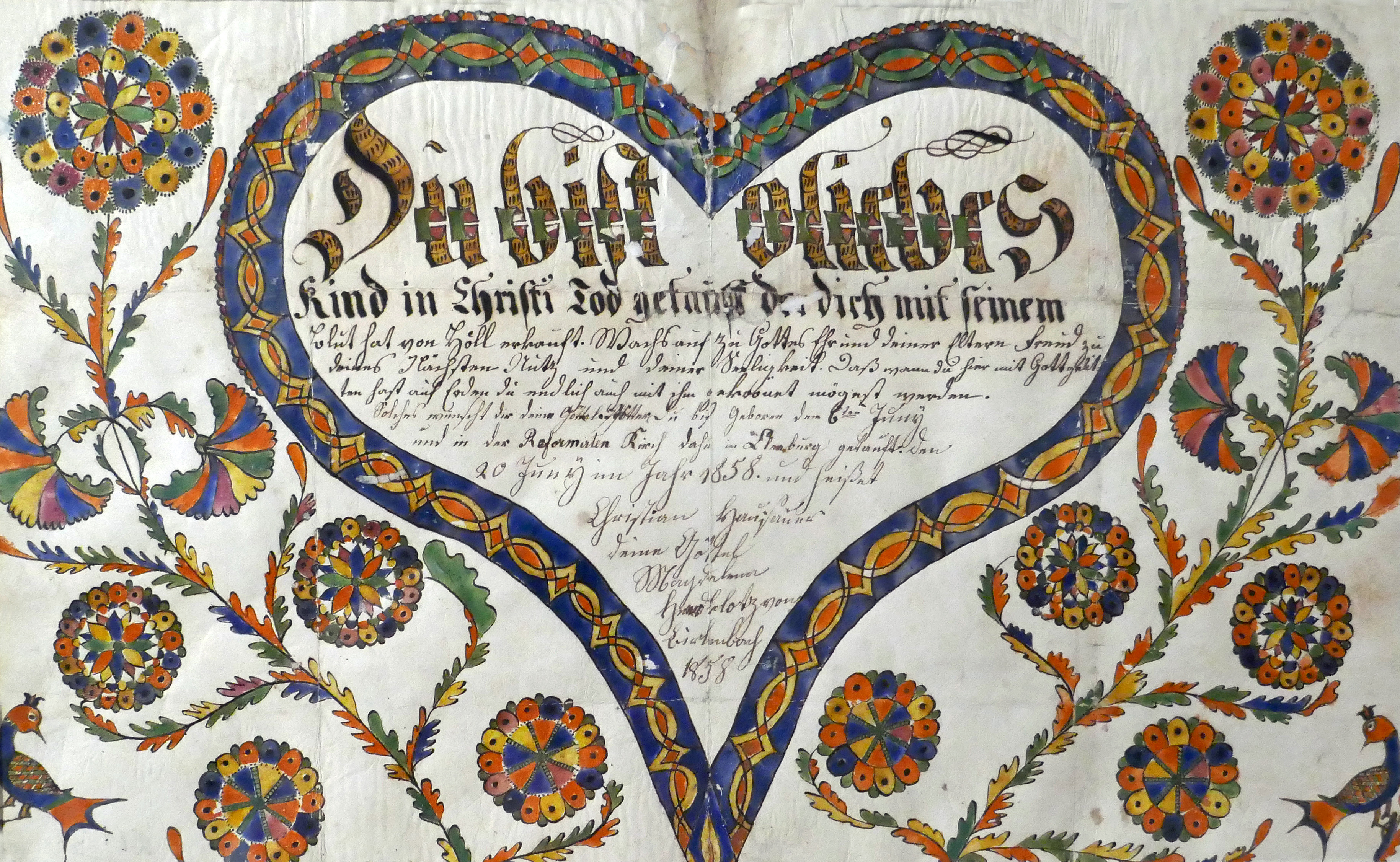
Lettre de baptême (Birlenbach, 1858).

À la Révolution, Drachenbronn et Birlenbach furent intégrées au canton de Soultz-sous-Forêts. Le pasteur Schweppenhaeusser, partisan des idées révolutionnaires, fit danser la carmagnole dans l'église et il fit battre son blé, le jour de Noël 1793, dans la grange du presbytère. Ce bâtiment « historique » existe toujours actuellement, mais son état est préoccupant. C'est l'une des dernières « granges-étables » de presbytère de la région. Les pasteurs, ainsi que la majorité des artisans, ouvriers et instituteurs, cultivaient aussi la terre.

### Guerre de 1870
Le 25 juillet 1870, une patrouille de reconnaissance allemande commandée par le capitaine Ferdinand von Zeppelin (qui devint le célèbre constructeur du ballon dirigeable) fit une halte dans le bas du village de Birlenbach pour abreuver les chevaux et pour se restaurer avant de reprendre la route en direction de Wœrth, puis de Schirlenhof où il y eut les premiers morts de cette guerre. De mémoire des anciens, des habitants de Drachenbronn et de Birlenbach ont été réquisitionnés avec chariot et attelage pour ramasser les morts sur le champ de bataille de Frœschwiller.

### XXesiècle

#### Années 1930: le développement militaire
Avant 1929, la localité de Drachenbronn était en somme peu connue et ne comptait dans la région que par ses cerises et surtout par ses châtaignes. En 1929, Drachenbronn fait en quelque sorte son entrée dans l'histoire avec la construction de la ligne Maginot et de nombreux ouvrages dont la fameuse forteresse du « Hochwald ». C'est l'un des ouvrages géants de la ligne, capable d'abriter 1 200 hommes. Il est entièrement creusé dans la montagne. Construit entre 1929 et 1935, il est le plus puissant d'Alsace. Il comporte 11 blocs actifs, tourelles, casemates d'artillerie, 3 blocs « entrées » et un réseau de galeries reliant ces différents éléments, qui s'étend sur 7 km.

#### 1972: la fusion des deux villages
La commune devient Drachenbronn-Birlenbach à la suite de la fusion-association, le 1er août 1972, avec le village de Birlenbach (commune associée).

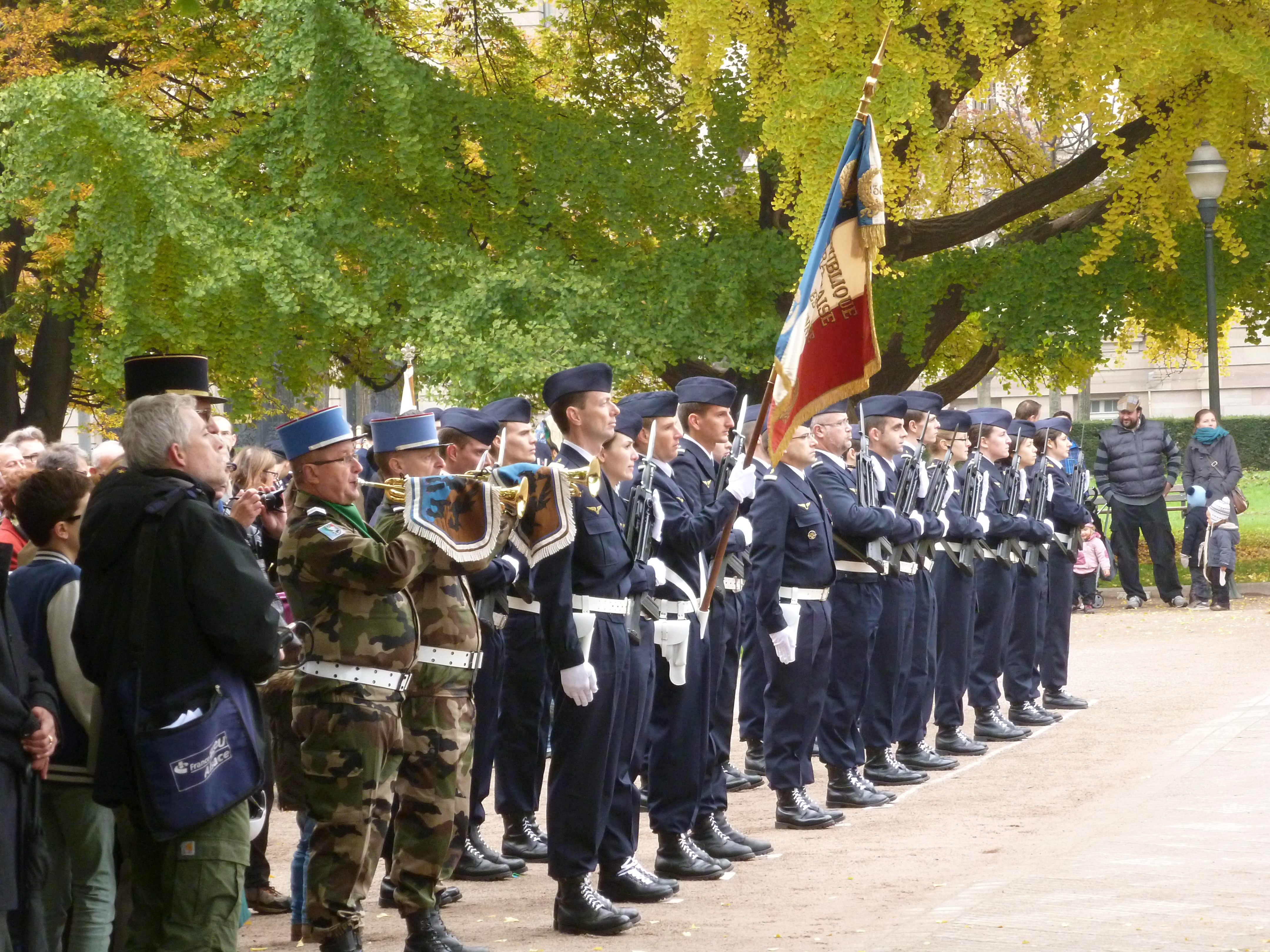
Drapeau et garde de la base aérienne 901.

#### 1987: visite du président de la République
Le 16 mars 1987, François Mitterrand fut le premier président de la République à visiter les installations de la base aérienne 901 Drachenbronn dans l'ouvrage du Hochwald, un élément majeur dans le système de défense aérienne. 
À sa descente d'hélicoptère, il fut accueilli par le colonel Chabanne, le sous-préfet Coudert et le maire Henri Pflug qui fut le seul civil à s'entretenir quelques instants avec lui.

#### 1998: le septcentenaire des deux villages
De nombreuses festivités ont eu lieu en cette année :
- 3 et 4 juillet : spectacle son et lumière joué à guichet fermé.
- 5 juillet : journée « Portes Ouvertes », 120 acteurs bénévoles ont quitté la scène pour descendre dans la rue en début d'après-midi. Ils étaient accompagnés de plusieurs groupes folkloriques et musicaux pour un cortège historique en 23 tableaux.
- Une exposition en l'honneur de Louis-Philippe Kamm eut lieu du 5 au 12 juillet. Elle s'est déroulée à l'école primaire de Drachenbronn où se trouvent deux grandes peintures murales (inscrites à l'inventaire des monuments historiques). Cette exposition regroupa essentiellement des œuvres de l'artiste en relation avec Drachenbronn et Birlenbach venant de collections privées, à savoir une quarantaine de tableaux, des livres illustrés par l'artiste et des objets lui ayant appartenu.
- 700 arbres ont, en raison de cet anniversaire historique, été plantés sur les bans de la commune par les habitants et les jeunes élèves.

### Héraldique
| Blason de Drachenbronn-Birlenbach | Blason  | Accolés, au premier : de sinople à la fontaine d'argent (Drachenbronn) ; au second : d'argent aux trois écussons de sinople (Birlenbach). |
| Blason de Drachenbronn-Birlenbach | Détails | |

## Politique et administration
| Période                                  | Période                   | Identité                                    | Étiquette | Qualité                           |
| ---------------------------------------- | ------------------------- | ------------------------------------------- | --------- | --------------------------------- |
| Les données manquantes sont à compléter. |                           |                                             |           |                                   |
| 1972                                     | 1977                      | Georges Steiner                             |           |                                   |
| 1977                                     | 1995                      | Henri Pflug                                 |           |                                   |
| 1995                                     | 2014                      | Henri Nordmann                              |           |                                   |
| mars 2014                                | En cours (au 31 mai 2020) | Pierre Koepf Réélu pour le mandat 2020-2026 |           | Ancienne profession intermédiaire |

## Économie
La commune accueille, au sommet de la colline du Langenberg, un important complexe militaire, la base aérienne 901 Drachenbronn qui assure, depuis 1957, le contrôle des aéronefs militaires, la police du ciel au-dessus du Nord et de l'Est de la France, ainsi que la recherche et le sauvetage des aéronefs, civils ou militaires, en difficulté. En 2004, elle comptait 700 salariés militaires.

### Entreprises et commerces

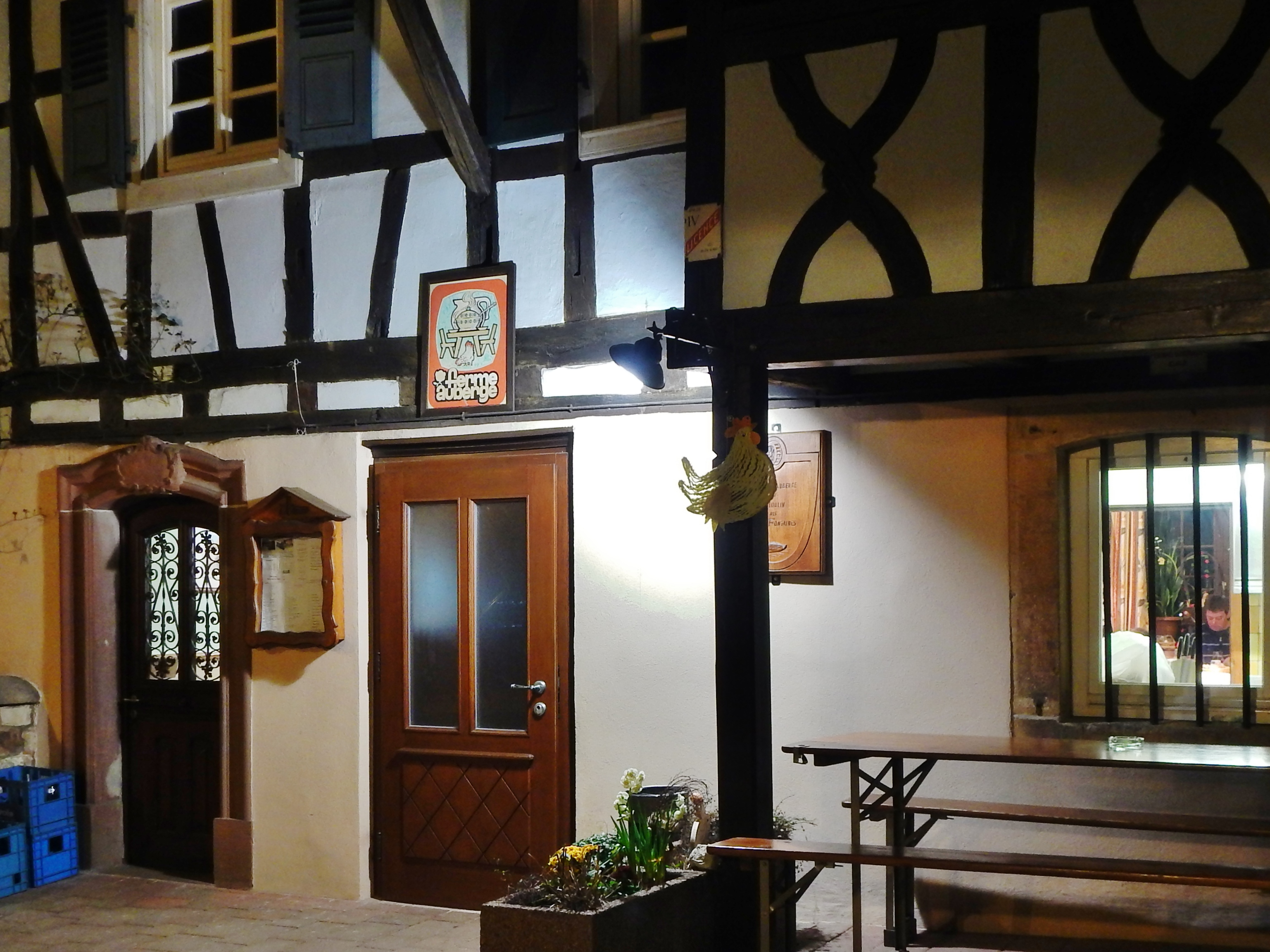
Ferme-auberge Moulin des Sept Fontaines.

#### Agriculture
- Ferme auberge. Productions de la ferme : Élevage charolais, porcs et lapins; fruits et légumes[29].

#### Tourisme
- Ferme-Auberge des 7 fontaines[30], Moulin à farine dit Moulin des Sept Fontaines[31].
- Ferme Equestre Werly[32].
- Restaurant Au Châtaignier.
- Chambres d'hôtes[33].

#### Commerces, équipements et services
- Commerces et services de proximité[34], à Wissembourg...

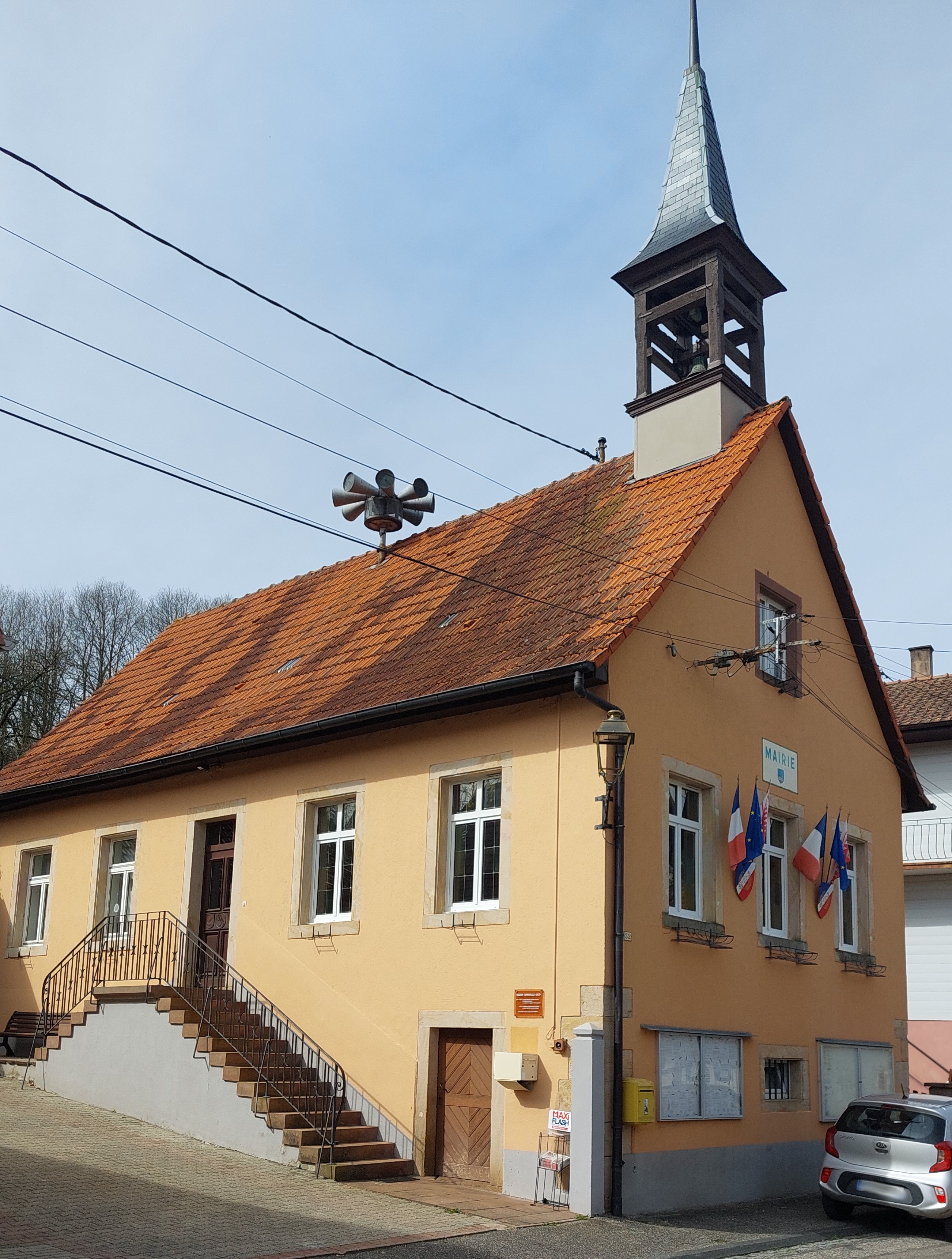
Mairie de Drachenbronn.

- Piscine couverte[35].

### Budget et fiscalité 2023
En 2023, le budget de la commune était constitué ainsi :
- total des produits de fonctionnement : 566 000 €, soit 920 € par habitant ;
- total des charges de fonctionnement : 440 000 €, soit 715 € par habitant ;
- total des ressources d'investissement : 273 000 €, soit 443 € par habitant ;
- total des emplois d'investissement : 236 000 €, soit 384 € par habitant ;
- endettement : 123 000 €, soit 200 € par habitant.

Avec les taux de fiscalité suivants :
- taxe d'habitation : 18,36 % ;
- taxe foncière sur les propriétés bâties : 29,37 % ;
- taxe foncière sur les propriétés non bâties : 57,42 % ;
- taxe additionnelle à la taxe foncière sur les propriétés non bâties : 45,11 % ;
- cotisation foncière des entreprises : 21,94 %.

Chiffres clés Revenus et pauvreté des ménages en 2021 : médiane en 2021 du revenu disponible, par unité de consommation : 24 190 €.

## Population et société

### Démographie

#### Évolution démographique
L'évolution du nombre d'habitants est connue à travers les recensements de la population effectués dans la commune depuis 1793. Pour les communes de moins de 10 000 habitants, une enquête de recensement portant sur toute la population est réalisée tous les cinq ans, les populations de référence des années intermédiaires étant quant à elles estimées par interpolation ou extrapolation. Pour la commune, le premier recensement exhaustif entrant dans le cadre du nouveau dispositif a été réalisé en 2004.

En 2022, la commune comptait 586 habitants, en évolution de −30,07 % par rapport à 2016 (Bas-Rhin : +3,17 %, France hors Mayotte : +2,11 %).
| 1793 | 1800 | 1806 | 1821 | 1831 | 1836 | 1841 | 1846 | 1851 |
| ---- | ---- | ---- | ---- | ---- | ---- | ---- | ---- | ---- |
| 203  | 259  | 288  | 343  | 363  | 334  | 305  | 241  | 270  |

| 1856 | 1861 | 1866 | 1871 | 1875 | 1880 | 1885 | 1890 | 1895 |
| ---- | ---- | ---- | ---- | ---- | ---- | ---- | ---- | ---- |
| 234  | 235  | 252  | 242  | 245  | 243  | 226  | 190  | 188  |

| 1900 | 1905 | 1910 | 1921 | 1926 | 1931 | 1936 | 1946 | 1954 |
| ---- | ---- | ---- | ---- | ---- | ---- | ---- | ---- | ---- |
| 178  | 173  | 166  | 167  | 173  | 271  | 795  | 316  | 407  |

| 1962 | 1968 | 1975 | 1982 | 1990 | 1999 | 2004 | 2006 | 2009 |
| ---- | ---- | ---- | ---- | ---- | ---- | ---- | ---- | ---- |
| 621  | 730  | 754  | 859  | 870  | 862  | 955  | 963  | 951  |

| 2014 | 2019 | 2022 | - | - | - | - | - | - |
| ---- | ---- | ---- | - | - | - | - | - | - |
| 834  | 608  | 586  | - | - | - | - | - | - |

### Enseignement
Établissements d'enseignements :
- École primaire[43] à Drachenbronn-Birlenbach,
- École maternelle à Memmelshoffen, Lobsann, Climbach,
- Collèges à Soultz-sous-Forêts, Wissembourg, Wœrth,
- Lycées à Wissembourg, Walbourg.

### Santé
Professionnels et établissements de santé :
- Médecins à Lembach, Soultz-sous-Forêts,
- Pharmacies à Lembach, Soultz-sous-Forêts,
- Hôpitaux à Lobsann, Wissembourg, Goersdorf, Niederbronn-les-Bains.

### Cultes
- Culte catholique, communauté de paroisses catholiques de Soultz-sous-Forêts[45], Diocèse de Strasbourg.
- Culte protestant, paroisses de Birlenbach et Cleebourg (Drachenbronn, Keffenach)[46].

## Lieux et monuments

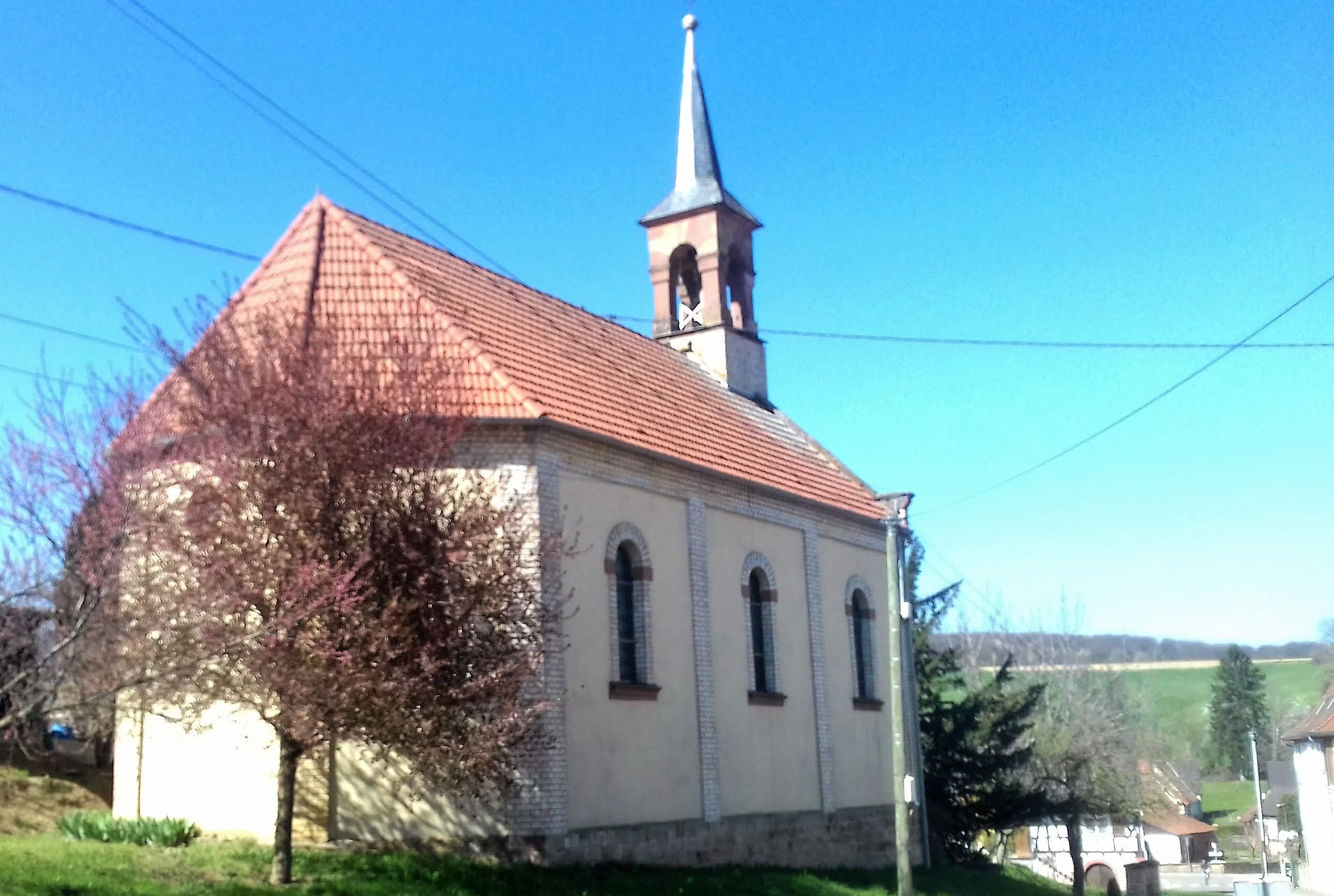
Église Saint-Maurice de Birlenbach.
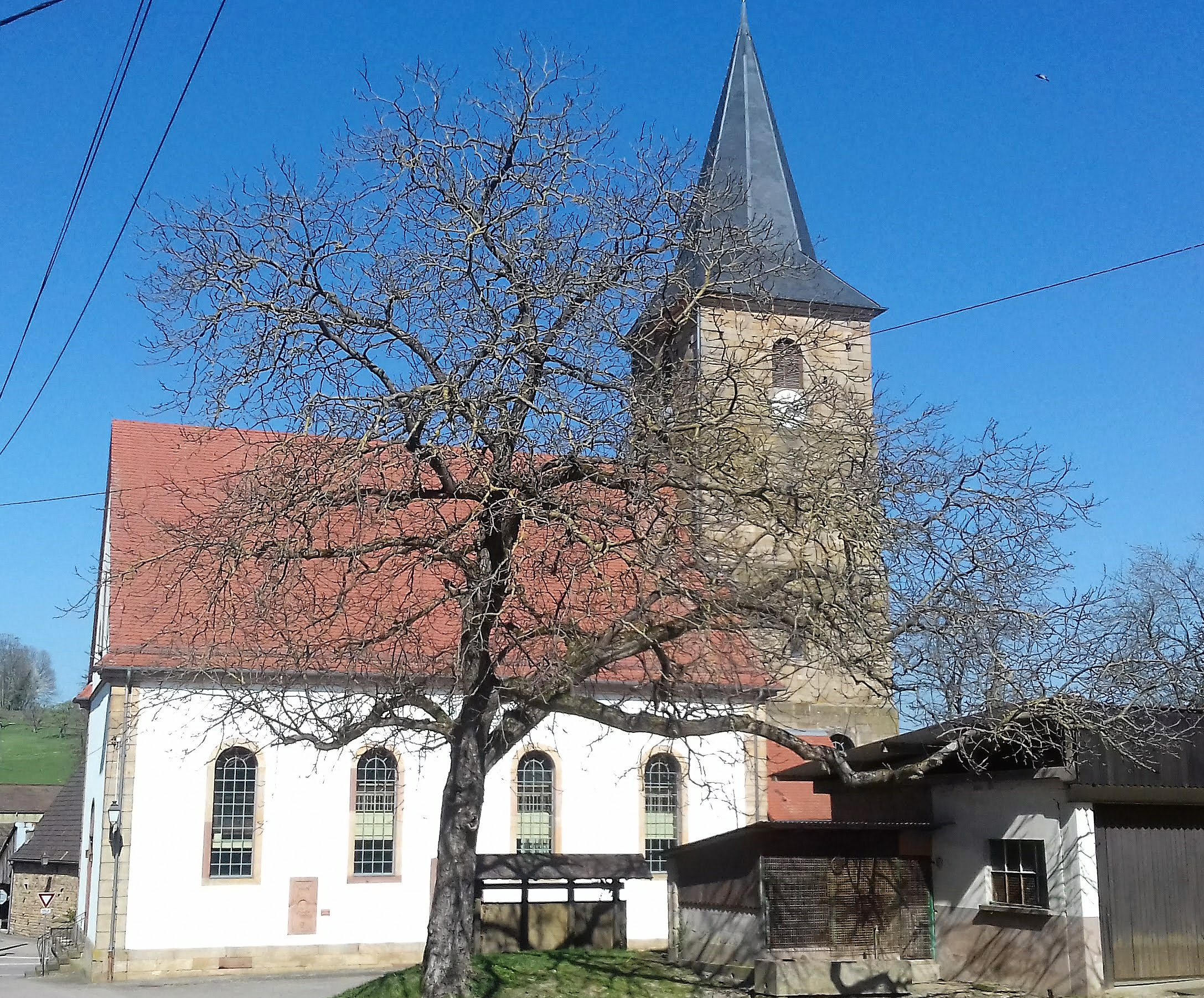
Temple protestant de Birlenbach.
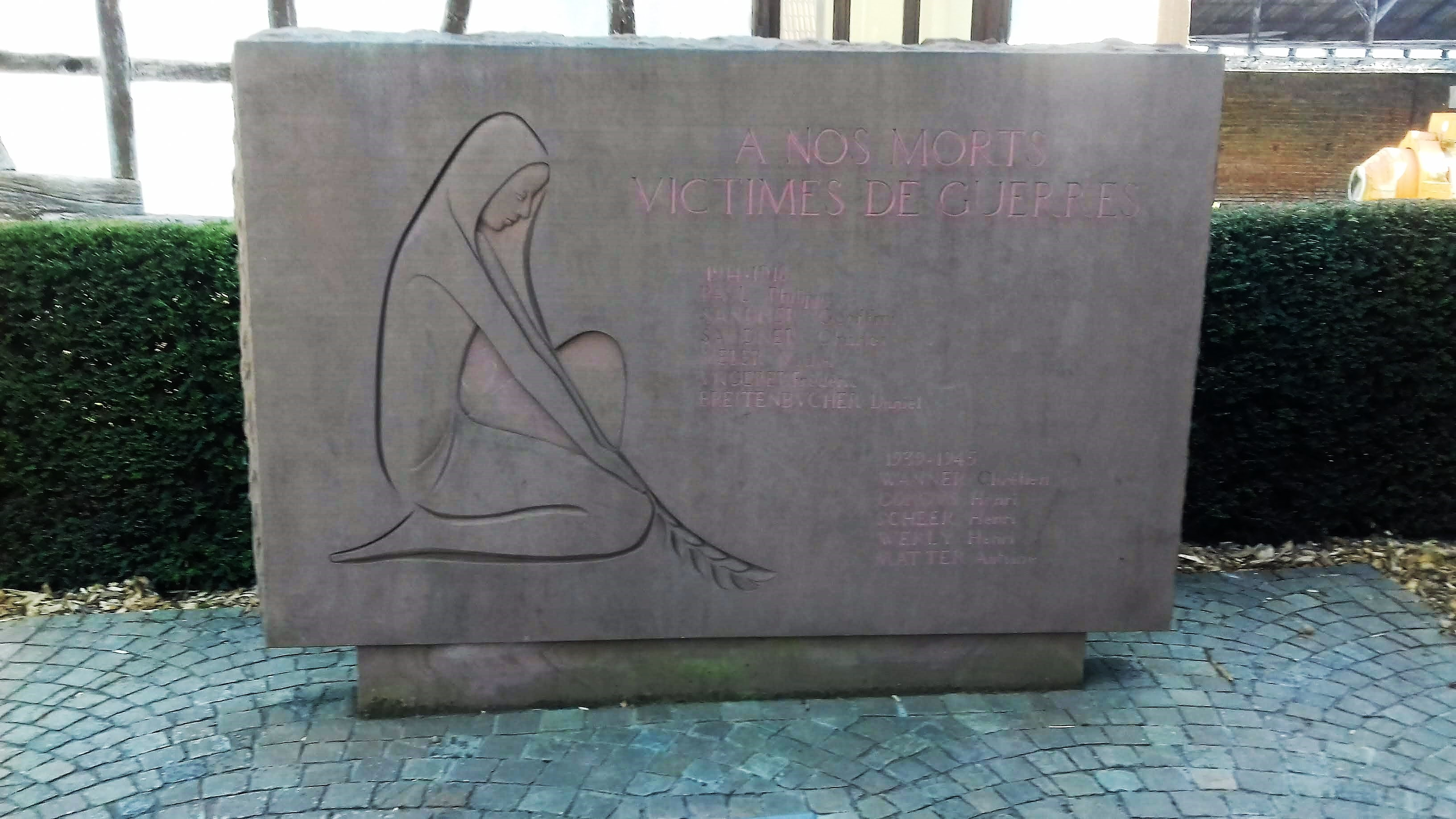
Monument aux morts.
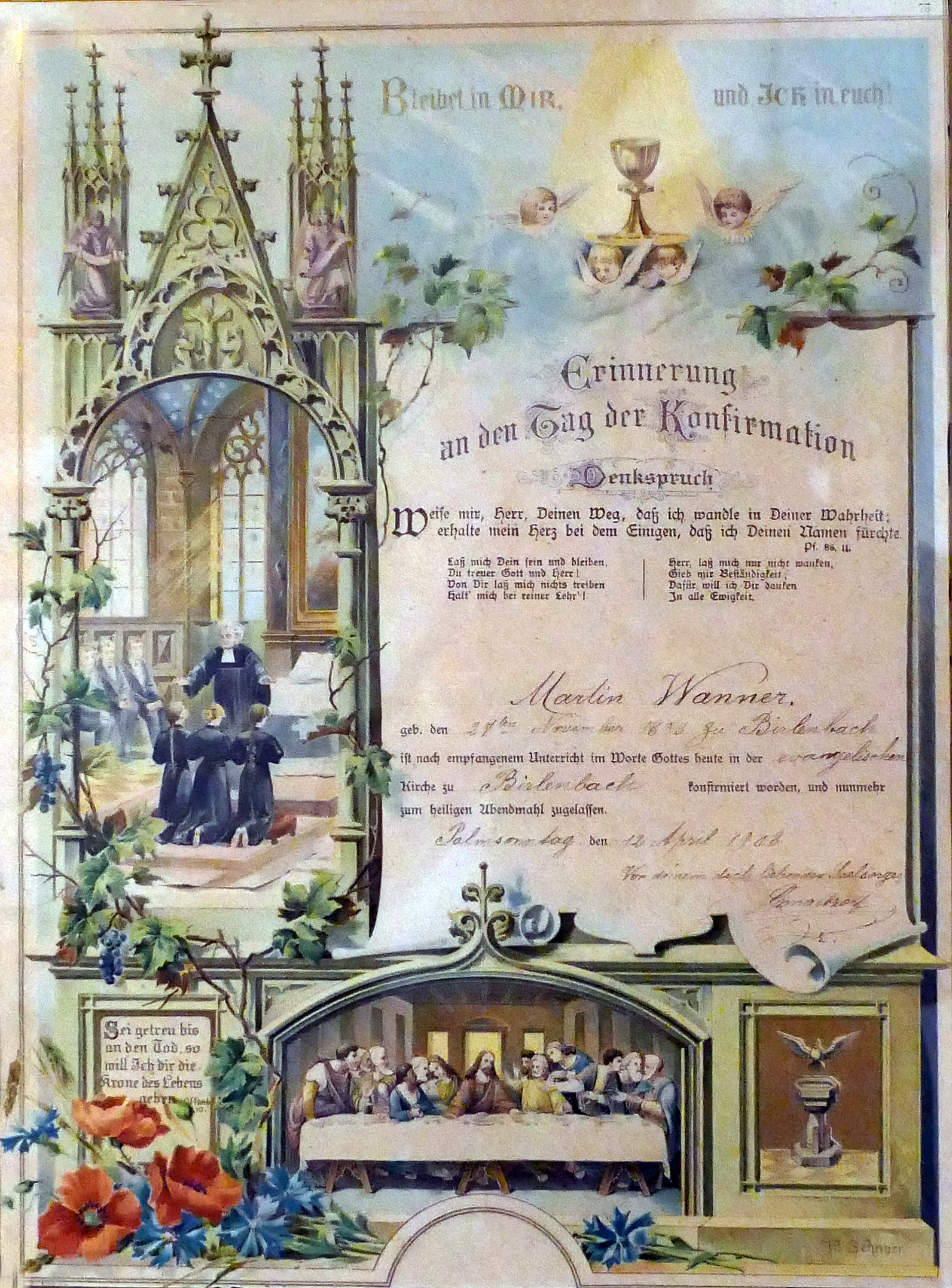
Souvenir de confirmation (Birlenbach, 1908).
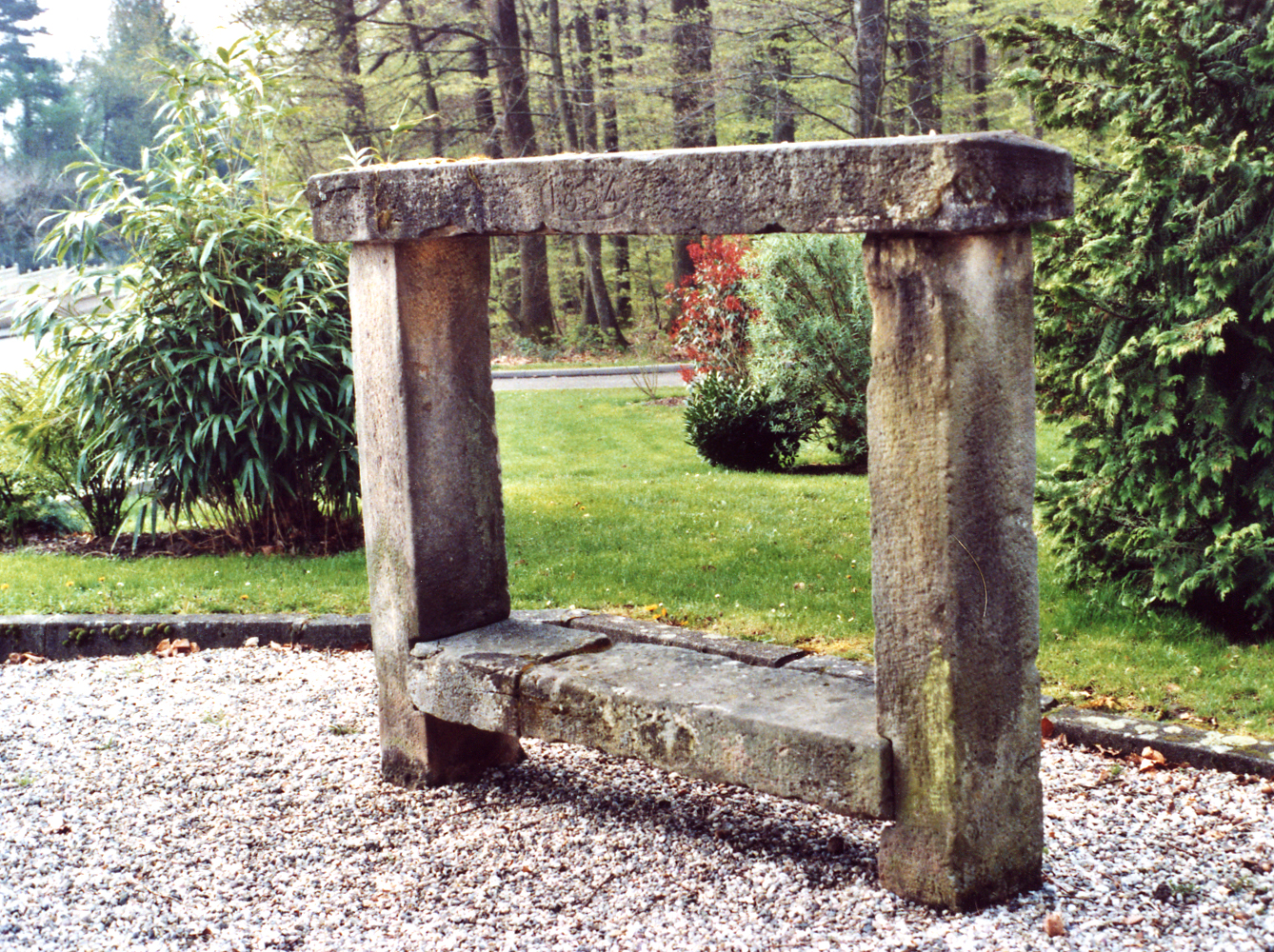
Banc du Second Empire.

### Patrimoine religieux
- Deux chapelles et une église catholiques ainsi qu'un temple protestant sont les lieux de cultes se répartissant sur les trois sites (Drachenbronn, Birlenbach et la base aérienne) :
  - Église Saint-Maurice (Birlenbach)[47],[48].

Le mobilier de l'église paroissiale Saint-Maurice.
Maître-autel.
- Temple protestant (Birlenbach)[51],[52],

Dalle funéraire, de Jeanne Louise Beuerlin.
Dalle funéraire de Jean Georges de Dahn,.
Aiguière de baptême.
Aiguière de communion,,.
Calice protestant,.
son orgue de Stiehr-Mockers,,
- Chapelle de la base aérienne 901 de Drachenbronn[64].
- Chapelle du Christ-Roi (Drachenbronn)[65].
- Presbytère[66].
- Croix de cimetière : Christ en croix[67].
- Monument aux morts[68] à Birlenbach[69].

### Autres patrimoines
- Château Catharinenburg[70].
- Moulin à huile Oelmuhle[71].
- Le musée Pierre-Jost, réalisé en l'honneur des anciens de la ligne Maginot, constructeurs ou valeureux défenseurs, peut être visité lors des journées européennes du patrimoine.
- Mairie, école[72].
- Banc du Second Empire, face à l'entrée du camp militaire Drachenbronn.

### Chemin des cimes
À la fin des années 2010, la reconversion de l'ancienne base aérienne 901 Drachenbronn est menée en recherchant des objectifs touristiques et naturels. Un chemin des cimes s'inspirant explicitement du Baumwipfelpfad Schwarzwald est construit en 2019. Il est construit par la société allemande Erlebnis Akademie et initialement prévu pour ouvrir à l'été 2020,.
Le chemin des cimes est ouvert depuis le 22/05/2021. Le site comprend un sentier de 1050 m de long, une tour panoramique de 29 m de haut et un toboggan de 75 m.

## Personnalités liées à la commune
- Louis-Philippe Kamm (1882-1959), artiste-peintre et illustrateur[76]. Deux fresques intérieures de cet artiste figurent d'ailleurs sur les murs des salles de classe de l'école élémentaire de Drachenbronn[77],[78].